# J1 League 2025
Die J1 League 2025, aus Sponsorengründen auch als Meiji Yasuda J1 League (jap. 2025 明治安田J1リーグ) bekannt, ist die 33. Saison der höchsten japanischen Fußball-Spielklasse, der J. League, und die elfte unter dem Namen J1 League. Die Saison begann mit dem ersten Spieltag am 14. Februar 2025 und endet mit dem letzten Spieltag am 6. Dezember 2025.

## Modus
Die 20 Mannschaften der J1 League spielen ihren Meister in einem Doppelrundenturnier im Kalenderjahr aus, wobei jedes Team in einem Hin- und Rückspiel gegeneinander antritt, sodass jede Mannschaft am Saisonende 38 Spiele absolviert hat. Die ersten beiden Mannschaften qualifizieren sich für die Gruppenphase der AFC Champions League Elite 2026/27, während das drittplatzierte Team an der AFC Champions League Two 2026/27 teilnimmt. Sollte einer der drei Erstplatzierten den Kaiserpokal 2025 gewinnen und damit ebenfalls für die AFC Champions League Elite spielberechtigt sein, erhält der Tabellendritte diesen Startplatz und der Viertplatzierte nimmt an der AFC Champions League Two teil.
Zum Ende der Saison steigen die drei Tabellenletzten ab und werden in der kommenden Spielzeit durch die beiden Erstplatzierten der J2 League 2025 und dem Sieger des Playoff-Turniers zwischen den dritt- bis sechstplatzierten Mannschaften ersetzt.
Ermittelt wird die Tabelle unter folgenden Aspekten:
1. Anzahl der erzielten Punkte
2. Tordifferenz
3. Erzielte Tore
4. Ergebnisse der Spiele untereinander
5. Los

## Mannschaften
Meister der vorangegangenen Saison ist Vissel Kōbe. Aufsteiger sind Shimizu S-Pulse als Meister der J2 League 2024, der Yokohama FC als zweitplatzierte Mannschaft und Fagiano Okayama als Sieger des Play-off-Turniers.
| Logo | Verein              | Beheimatet in                                     | Stadion                                      | Kapazität     |
| ---- | ------------------- | ------------------------------------------------- | -------------------------------------------- | ------------- |
|      | Kashima Antlers     | Mehrere Städte im Südwesten der Präfektur Ibaraki | Kashima Soccer Stadium                       | 40.728        |
|      | Urawa Red Diamonds  | Saitama, Saitama                                  | Saitama Stadium 2002                         | 63.700        |
|      | Kashiwa Reysol      | Kashiwa, Chiba                                    | Hitachi Kashiwa Soccer Stadium               | 15.900        |
|      | FC Tokyo            | Tokyo                                             | Ajinomoto Stadium                            | 49.970        |
|      | Tokyo Verdy         | Tokyo                                             | Ajinomoto Stadium                            | 49.970        |
|      | FC Machida Zelvia   | Machida, Tokyo                                    | Machida GION Stadium                         | 10.622        |
|      | Shonan Bellmare     | Hiratsuka, Kanagawa                               | Lemon Gas Stadium Hiratsuka                  | 15.380        |
|      | Kawasaki Frontale   | Kawasaki, Kanagawa                                | Todoroki Athletics Stadium                   | 26.232        |
|      | Yokohama F. Marinos | Yokohama und Yokosuka, Kanagawa                   | Nissan Stadium                               | 72.327        |
|      | Yokohama FC         | Yokohama                                          | NHK Spring Mitsuzawa Football Stadium        | 15.454        |
|      | Albirex Niigata     | Niigata, Niigata                                  | Denka Big Swan Stadium                       | 42.300        |
|      | Shimizu S-Pulse     | Shizuoka, Shizuoka                                | IAI Stadium Nihondaira                       | 20.339        |
|      | Nagoya Grampus      | Nagoya, Aichi                                     | Toyota Stadium                               | 45.000        |
|      | Kyōto Sanga         | Städte im Südwesten von Kyōto                     | Sanga Stadium by Kyocera                     | 20.588        |
|      | Cerezo Osaka        | Osaka, Osaka                                      | Yodoko Sakura Stadium / Yanmar Stadium Nagai | 18.007 47.853 |
|      | Gamba Osaka         | Suita, Osaka                                      | Suita City Football Stadium                  | 39.694        |
|      | Vissel Kōbe         | Kōbe, Hyōgo                                       | Noevir Stadium Kobe                          | 30.132        |
|      | Fagiano Okayama     | Städteverbund in Okayama                          | City Light Stadium                           | 20.000        |
|      | Sanfrecce Hiroshima | Hiroshima, Hiroshima                              | Edion Peace Wing Hiroshima                   | 28.520        |
|      | Avispa Fukuoka      | Fukuoka, Fukuoka                                  | Best Denki Stadium                           | 22.563        |

## Personal
Stand: Saisonbeginn 2025
| Verein              | Cheftrainer       |
| ------------------- | ----------------- |
| Kashima Antlers     | Tōru Oniki        |
| Urawa Red Diamonds  | Maciej Skorża     |
| Kashiwa Reysol      | Ricardo Rodríguez |
| FC Tokyo            | Rikizō Matsuhashi |
| Tokyo Verdy         | Hiroshi Jōfuku    |
| FC Machida Zelvia   | Gō Kuroda         |
| Shonan Bellmare     | Satoshi Yamaguchi |
| Kawasaki Frontale   | Shigetoshi Hasebe |
| Yokohama F. Marinos | Steve Holland     |
| Yokohama FC         | Shūhei Yomoda     |
| Albirex Niigata     | Daisuke Kimori    |
| Shimizu S-Pulse     | Tadahiro Akiba    |
| Nagoya Grampus      | Kenta Hasegawa    |
| Kyōto Sanga         | Cho Kwi-jae       |
| Cerezo Osaka        | Arthur Papas      |
| Gamba Osaka         | Daniel Poyatos    |
| Vissel Kōbe         | Takayuki Yoshida  |
| Fagiano Okayama     | Takashi Kiyama    |
| Sanfrecce Hiroshima | Michael Skibbe    |
| Avispa Fukuoka      | Kim Myung-hwi     |

## Ausländische Spieler
Stand: 28. März 2025
| Mannschaft          | Spieler 1       | Spieler 2         | Spieler 3         | Spieler 4          | Spieler 5         | Spieler 6            | Spieler 7       | Spieler 8   | Ehemalige Spieler |
| ------------------- | --------------- | ----------------- | ----------------- | ------------------ | ----------------- | -------------------- | --------------- | ----------- | ----------------- |
| Albirex Niigata     | Jason Geria     | Danilo Gomes      | Miguel Silveira   |                    |                   |                      |                 |             |                   |
| Avispa Fukuoka      | Wellington      | Shahab Zahedi     | Kim Moon-hyeon    | Nassim Ben Khalifa |                   |                      |                 |             |                   |
| Cerezo Osaka        | Lucas Fernandes | Rafael Ratão      | Thiago Andrade    | Vitor Bueno        | Kim Jin-hyeon     | Jaroensak Wonggorn   |                 |             |                   |
| Fagiano Okayama     | Gleyson         | Lucão             | Svend Brodersen   |                    |                   |                      |                 |             |                   |
| FC Tokyo            | Everton Galdino | Henrique Trevisan | Marcelo Ryan      | Baek In-hwan       |                   |                      |                 |             |                   |
| Gamba Osaka         | Juan Alano      | Welton Felipe     | Neta Lavi         | Issam Jebali       | Deniz Hümmet      |                      |                 |             |                   |
| Kashima Antlers     | Léo Ceará       | Talles Brener     | Aleksandar Čavrić | Kim Tae-hyeon      | Park Eui-jeong    |                      |                 |             |                   |
| Kashiwa Reysol      | Diego           |                   |                   |                    |                   |                      |                 |             |                   |
| Kawasaki Frontale   | Erison          | Jesiel            | Marcinho          | Patrick Verhon     | César Haydar      | Jung Sung-ryong      | Lee Geun-hyeong |             |                   |
| Kyōto Sanga         | João Pedro      | Marco Túlio       | Murilo de Souza   | Patrick William    | Rafael Elias      | Gu Sung-yun          |                 |             |                   |
| FC Machida Zelvia   | Mitchell Duke   | Byron Vásquez     | Ibrahim Drešević  | Kaung Zan Mara     | Cha Je-hoon       | Na Sang-ho           | Oh Se-hun       |             | Erik Lima         |
| Nagoya Grampus      | Mateus          | Kasper Junker     | Yves Avelete      |                    |                   |                      |                 |             |                   |
| Sanfrecce Hiroshima | Marcos Júnior   | Valère Germain    | Tolgay Arslan     | Jeong Min-ki       |                   |                      |                 |             |                   |
| Shimizu S-Pulse     | Capixaba        | Douglas Tanque    | Matheus Bueno     | Ahmed Ahmedov      |                   |                      |                 |             |                   |
| Shonan Bellmare     | Luiz Phellype   | Zé Ricardo        | Kim Min-tae       |                    |                   |                      |                 |             | Lukian            |
| Tokyo Verdy         | Matheus Vidotto |                   |                   |                    |                   |                      |                 |             |                   |
| Urawa Red Diamonds  | Danilo Boza     | Matheus Sávio     | Thiago Santana    | Marius Høibråten   | Samuel Gustafson  |                      |                 |             |                   |
| Vissel Kōbe         | Erik Lima       | Caetano           | Gustavo Klismahn  | Jean Patric        | Matheus Thuler    | Richard Monday Ubong |                 |             |                   |
| Yokohama FC         | Lukian          | João Paulo        | Léo Bahia         | Michel             | Phelipe Megiolaro | Yuri Lara            |                 |             |                   |
| Yokohama F. Marinos | Thomas Deng     | Anderson Lopes    | Élber             | Yan                | Jeison Quiñones   | Sandy Walsh          | Park Il-gyu     | Jean Claude |                   |

## Tabelle
| Pl.                      | Verein              | Sp. | S | U | N | Tore    | Diff. | Punkte |
| ------------------------ | ------------------- | --- | - | - | - | ------- | ----- | ------ |
| 1.                       | Vissel Kōbe (M,P)   | 0   | 0 | 0 | 0 | 000:000 | ±0    | 0      |
| 2.                       | Sanfrecce Hiroshima | 0   | 0 | 0 | 0 | 000:000 | ±0    | 0      |
| 3.                       | FC Machida Zelvia   | 0   | 0 | 0 | 0 | 000:000 | ±0    | 0      |
| 4.                       | Gamba Osaka         | 0   | 0 | 0 | 0 | 000:000 | ±0    | 0      |
| 5.                       | Kashima Antlers     | 0   | 0 | 0 | 0 | 000:000 | ±0    | 0      |
| 6.                       | Tokyo Verdy         | 0   | 0 | 0 | 0 | 000:000 | ±0    | 0      |
| 7.                       | FC Tokyo            | 0   | 0 | 0 | 0 | 000:000 | ±0    | 0      |
| 8.                       | Kawasaki Frontale   | 0   | 0 | 0 | 0 | 000:000 | ±0    | 0      |
| 9.                       | Yokohama F. Marinos | 0   | 0 | 0 | 0 | 000:000 | ±0    | 0      |
| 10.                      | Cerezo Osaka        | 0   | 0 | 0 | 0 | 000:000 | ±0    | 0      |
| 11.                      | Nagoya Grampus      | 0   | 0 | 0 | 0 | 000:000 | ±0    | 0      |
| 12.                      | Avispa Fukuoka      | 0   | 0 | 0 | 0 | 000:000 | ±0    | 0      |
| 13.                      | Urawa Red Diamonds  | 0   | 0 | 0 | 0 | 000:000 | ±0    | 0      |
| 14.                      | Kyōto Sanga         | 0   | 0 | 0 | 0 | 000:000 | ±0    | 0      |
| 15.                      | Shonan Bellmare     | 0   | 0 | 0 | 0 | 000:000 | ±0    | 0      |
| 16.                      | Albirex Niigata     | 0   | 0 | 0 | 0 | 000:000 | ±0    | 0      |
| 17.                      | Kashiwa Reysol      | 0   | 0 | 0 | 0 | 000:000 | ±0    | 0      |
| 18.                      | Shimizu S-Pulse (N) | 0   | 0 | 0 | 0 | 000:000 | ±0    | 0      |
| 19.                      | Yokohama FC (N)     | 0   | 0 | 0 | 0 | 000:000 | ±0    | 0      |
| 20.                      | Fagiano Okayama (N) | 0   | 0 | 0 | 0 | 000:000 | ±0    | 0      |
| Stand: Saisonbeginn 2025 |                     |     |   |   |   |         |       |        |

| Zum Saisonende 2025: |

| Zum Saisonende 2024: |                                   |
| (M)                  | Meister der J1 League 2024        |
| (N)                  | Aufsteiger aus der J2 League 2024 |
| (P)                  | Sieger des Kaiserpokals 2024      |

## Kreuztabelle
Die Kreuztabelle stellt die Ergebnisse aller Spiele der Saison dar. Die Heimmannschaft ist in der linken Spalte, die Gastmannschaft in der oberen Zeile aufgelistet.
|                     | Kashima Antlers          | UR | Kashiwa Reysol | FC Tokyo | TV |  | Shonan Bellmare | KF | Yokohama F. Marinos |  |  | Shimizu S-Pulse | Nagoya Grampus |  |  | Gamba Osaka | Vissel Kōbe | FO | Sanfrecce Hiroshima |  |
| ------------------- | ------------------------ | -- | -------------- | -------- | -- |  | --------------- | -- | ------------------- |  |  | --------------- | -------------- |  |  | ----------- | ----------- | -- | ------------------- |  |
| Kashima Antlers     |                          |    |                |          |    |  |                 |    |                     |  |  |                 |                |  |  |             |             |    |                     |  |
| Urawa Red Diamonds  |                          |    |                |          |    |  |                 |    |                     |  |  |                 |                |  |  |             |             |    |                     |  |
| Kashiwa Reysol      |                          |    |                |          |    |  |                 |    |                     |  |  |                 |                |  |  |             |             |    |                     |  |
| FC Tokyo            |                          |    |                |          |    |  |                 |    |                     |  |  |                 |                |  |  |             |             |    |                     |  |
| Tokyo Verdy         |                          |    |                |          |    |  |                 |    |                     |  |  |                 |                |  |  |             |             |    |                     |  |
| FC Machida Zelvia   |                          |    |                |          |    |  |                 |    |                     |  |  |                 |                |  |  |             |             |    |                     |  |
| Shonan Bellmare     |                          |    |                |          |    |  |                 |    |                     |  |  |                 |                |  |  |             |             |    |                     |  |
| Kawasaki Frontale   |                          |    |                |          |    |  |                 |    |                     |  |  |                 |                |  |  |             |             |    |                     |  |
| Yokohama F. Marinos |                          |    |                |          |    |  |                 |    |                     |  |  |                 |                |  |  |             |             |    |                     |  |
| Yokohama FC         |                          |    |                |          |    |  |                 |    |                     |  |  |                 |                |  |  |             |             |    |                     |  |
| Albirex Niigata     |                          |    |                |          |    |  |                 |    |                     |  |  |                 |                |  |  |             |             |    |                     |  |
| Shimizu S-Pulse     |                          |    |                |          |    |  |                 |    |                     |  |  |                 |                |  |  |             |             |    |                     |  |
| Nagoya Grampus      |                          |    |                |          |    |  |                 |    |                     |  |  |                 |                |  |  |             |             |    |                     |  |
| Kyōto Sanga         |                          |    |                |          |    |  |                 |    |                     |  |  |                 |                |  |  |             |             |    |                     |  |
| Cerezo Osaka        |                          |    |                |          |    |  |                 |    |                     |  |  |                 |                |  |  |             |             |    |                     |  |
| Gamba Osaka         |                          |    |                |          |    |  |                 |    |                     |  |  |                 |                |  |  |             |             |    |                     |  |
| Vissel Kōbe         |                          |    |                |          |    |  |                 |    |                     |  |  |                 |                |  |  |             |             |    |                     |  |
| Fagiano Okayama     |                          |    |                |          |    |  |                 |    |                     |  |  |                 |                |  |  |             |             |    |                     |  |
| Sanfrecce Hiroshima |                          |    |                |          |    |  |                 |    |                     |  |  |                 |                |  |  |             |             |    |                     |  |
| Avispa Fukuoka      |                          |    |                |          |    |  |                 |    |                     |  |  |                 |                |  |  |             |             |    |                     |  |
|                     | Stand: Saisonbeginn 2025 |    |                |          |    |  |                 |    |                     |  |  |                 |                |  |  |             |             |    |                     |  |